# Ewine van Dishoeck
Ewine Fleur van Dishoeck (Leiden, 13 juni 1955) is een Nederlandse hoogleraar in de astronomie.

## Wetenschappelijke carrière
Van Dishoeck studeerde scheikunde en wiskunde aan de Universiteit Leiden. Haar kandidaatsexamen scheikunde behaalde ze cum laude in 1976. Een jaar later behaalde ze haar kandidaatsexamen wiskunde. Van Dishoeck studeerde summa cum laude af in 1980, en begon een promotieonderzoek onder leiding van professoren Harm Habing en Alexander Dalgarno (van Harvard). In 1984 promoveerde ze cum laude op het proefschrift Photodissociation and excitation of interstellar molecules.
Na haar promotie kreeg Van Dishoeck een positie aan de Harvard-universiteit, en in 1987 werd ze benoemd tot visiting professor aan de universiteit Princeton. Een jaar later werd ze assistant professor aan Caltech. In 1990 keerde ze samen met haar echtgenoot Tim de Zeeuw terug naar Leiden, waar ze in 1995 werd benoemd tot hoogleraar astronomie, in het bijzonder moleculaire astrofysica.
Van Dishoeck is lid van de Koninklijke Nederlandse Akademie van Wetenschappen en buitenlands lid van de US National Academy of Sciences. Op 27 maart 2014 werd zij lid van de Deutsche Akademie der Wissenschaften Leopoldina. Op 15 augustus 2015 werd zij voor de periode van 2018 tot 2021 verkozen tot president van de Internationale Astronomische Unie.

## Onderscheidingen
De belangrijkste onderscheidingen die Van Dishoeck ontvangen heeft, zijn:
- Pastoor Schmeitsprijs (1986)
- Maria Goeppert-Mayer prijs van de American Physical Society (1993)
- Gouden medaille van de Koninklijke Nederlandse Chemische Vereniging (1994)
- Spinozapremie van NWO (2000)
- Bourke medaille van de Royal Society of Chemistry UK (2001)
- Prijs Akademiehoogleraren van de Koninklijke Nederlandse Akademie van Wetenschappen (2012)
- Gothenburg Lise Meitner Award (2014)[3]
- Albert Einstein World Award of Science (2015)[4]
- James Craig Watson Medal (2018)
- Kavli Prijs voor Astrofysica (2018)[5]
- Prix Jules-Janssen (2020)

## Onderzoek
Van Dishoecks onderzoek richt zich vooral op de samenstelling van gaswolken in de interstellaire ruimte, en de chemische processen die zich in de interstellaire ruimte afspelen. Ze doet zowel theoretisch onderzoek als experimentele waarnemingen. Het theoretisch onderzoek is erop gericht emissiespectra te berekenen van die moleculen die in laboratoriumomstandigheden moeilijk waar te nemen zijn. Bovendien worden reactiesnelheden berekend. Met behulp van deze theoretische voorspellingen tracht ze deze spectraallijnen experimenteel waar te nemen, onder meer met de Very Large Telescope, de Hubble Space Telescope en de Infrared Space Observatory. Dit onderzoek is een belangrijk onderdeel van de studie naar de processen die uiteindelijk leiden tot ster- en planeetvorming.
Anno 2009 mocht zij zich de meest geciteerde onderzoeker noemen op het gebied van moleculaire astrofysica.

## Persoonlijk
Van Dishoeck is getrouwd met astronoom Tim de Zeeuw. Zij behaalden op dezelfde dag hun doctorsgraad. Beiden hebben een planetoïde die hun naam draagt: de 10970 de Zeeuw en de 10971 van Dishoeck.